# Délice d'Argental
Delice d'Argental es un queso francés triple crema de la región de Borgoña. Está elaborado a mano con leche de oveja. La adición de crème fraîche a la cuajada durante la fabricación proporciona una riqueza adicional, desarrollando una textura excepcionalmente cremosa. Este queso tiene una corteza suave y florecida de color blanco amarillento. Es similar al queso Brie tanto en apariencia como en textura.